# اوليفانو رومانو
أوليفانو رومانو هي كومونا في مدينة روما الحديثه في منطقة لاتيوم الإيطالية، وتبعد حوالي 45 كيلومتر (28 ميل) شرق روما. كما يعرف بأنها مسقط رأس الملحن جيوفاني جنتيلي.

## الخلفية الثقافية
من بداية أوائل القرن التاسع عشر حتى الوقت الحاضر، قام أكثر من ألف فنان من جميع الدول الأوروبية بالإضافة إلى الدول الأمريكية بزيارة أوليفانو لرسم المناظر الطبيعية التي تتمتع بها المدينة.
يمكنك ان تجد الأعمال الفنية التي تصور اوليفانو والمنطقة المحيطة بها في جميع المتاحف الكبرى في أوروبا وأمريكا.
يعرض متحف الفن في اوليفانو رومانو اليوم أعمالًا من مجموعته التي تضم أكثر من 2000 عمل فني بالإضافة إلى تنظيم معارض وكتالوجات وما إلى ذلك.

## سيزانيز دي أوليفانو رومانو دي. أو. سي
تعد بلدية أوليفانو رومانو موطنًا لنبيذ دينومينازوني دي الاصلي من سيزانيز دي أوليفانو رومانو. يُنتج هذا النبيذ الإيطالي الأحمر بشكل شبه فوار كالمشروب الغازي تمامًا، ومذاقه مُرا وحلوًا على حدٍ سواء.
يتوجب حصاد جميع أنواع العنب المخصصة لإنتاج نبيذ الكربون العضوي القابل للتحلل حتى لا تزيد الغلة عن 12.5 طن / هكتار. يُصنع النبيذ بشكل أساسي (90٪ على الأقل) من عنب سيزانيز كومينو (المعروف أيضًا باسم سيزانيز دي افلي) مع سانجيوفيز وباربارا وأنواع عنب النبيذ الأبيض تريبيانو توسكانا وبومبينو بيانكو وخلطها ويتم تكوين ما يصل إلى 10٪ من الخليط. يجب أن يصل النبيذ النهائي إلى مستوى كحول لا يقل عن 12٪ حتى يتم تمييزه بالتسمية سيزانيز دي اوليفانو رومانو دي. أو. سي.

## المدن التوأمة
- فولغوغراد، روسيا، منذ 2011